# Philipp Paulitschke

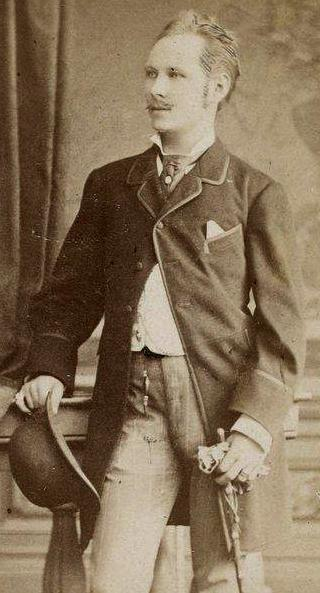
Philipp Paulitschke (1882)

Philipp Paulitschke, Edler von Brügge (* 24. September 1854 in Cermakowitz, Mähren; † 11. Dezember 1899 in Wien) war ein österreichischer Forschungsreisender.

## Biografie
Paulitschke studierte zwischen 1872 und 1876 in Graz und Wien Geographie, Natur- und Sprachwissenschaften, insbesondere Orientalistik. Er wurde 1877 Lehrer am Gymnasium in Znaim und 1880 Professor am Gymnasium in Hernals, 1889 schließlich an dem der Josefstadt in Wien. 1883 wurde er gleichzeitig mit seiner Tätigkeit an der Schule Dozent für Geographie und Ethnographie an der Universität.
Paulitschke bereiste fast ganz Europa, Ägypten und den Sudan. Philipp Paulitschke erforschte 1880 Ägypten und Nubien sowie zwischen 1884 und 1885 mit Dominik Kammel Edler von Hardegger (1844–1915) die Somal- und Gallaländer von Harar. In dieser Zeit entdeckte er das Naturwunder von Alêjo-Dible und nannte es Franz-Josefs-Schlucht. Im Jahr 1887 wurde er zum Mitglied der Leopoldina gewählt.
Philipp Paulitschke starb am 11. Dezember 1899 in Wien. Im Jahr 1936 wurde in Wien-Donaustadt (22. Bezirk) die Paulitschkegasse nach ihm benannt.

## Veröffentlichungen
- Die geographische Erforschung des afrikanischen Kontinents von den ältesten zeiten bis auf unsere Tage. Wien (1879)
- Die Afrika-Literatur in der Zeit von 1500 bis 1750 n. Ch. Wien (1882)
- Leitfaden der geographischen Verkehrslehre. Breslau (1881) (Digitalisat).
- Geographische Verkehrslehre für Schulen und zum Selbstunterricht. 2., verm. u. verb. Aufl. Hirt, Breslau 1892 (Digitalisat).
- Die geographische Erforschung der Adalländer und Harrars in Ostafrika. Leipzig (1884)
- Die Sudanländer nach dem gegenwärtigen Stande der Kenntnis. Freiburg (1885)
- Beiträge zur Ethnographie und Anthropologie der Somal, Galla und Harrari. Leipzig (1886)
- Harrar-Forschungsreise nach den Somal- und Gallaländern Ostafrikas. Leipzig (1888)
- Ethnographie Nordost-Afrikas. 2 Bde. Berlin (1893–96) Digitalisat